# Calanthe burkei
Calanthe burkei är en orkidéart som beskrevs av Phillip James Cribb. Calanthe burkei ingår i släktet Calanthe och familjen orkidéer. Inga underarter finns listade i Catalogue of Life.